# Lotta Henttala
Lotta Henttala   (Noormarkku, 28 de juny de 1989) (Lotta Lepistö és el seu nom de soltera) és una ciclista finlandesa actualment a l'equip EF-Oatly-Cannondale. Ha aconseguit nombrosos campionats nacionals, tant en ruta com en contrarellotge.

## Palmarès
- 2012
  -  Campiona de Finlàndia en ruta
- 2013
  -  Campiona de Finlàndia en ruta
- 2014
  -  Campiona de Finlàndia en ruta
  -  Campiona de Finlàndia en contrarellotge
- 2015
  -  Campiona de Finlàndia en ruta
  -  Campiona de Finlàndia en contrarellotge
  - Vencedora d'una etapa a la Volta a Turíngia
- 2016
  -  Campiona de Finlàndia en ruta
  -  Campiona de Finlàndia en contrarellotge
  - 1a al Gran Premi Cham-Hagendorn
  - Vencedora d'una etapa a l'Emakumeen Euskal Bira
  - Vencedora d'una etapa al Gran Premi Elsy Jacobs
  - Vencedora d'una etapa al The Women's Tour
- 2017
  -  Campiona de Finlàndia en ruta
  -  Campiona de Finlàndia en contrarellotge
  - 1a a l'A través de Flandes
  - 1a a la Gant-Wevelgem
  - 1a a l'Open de Suède Vårgårda
  - Vencedora d'una etapa al Giro d'Itàlia
- 2018
  -  Campiona de Finlàndia en ruta
  -  Campiona de Finlàndia en contrarellotge
  - Vencedora d'una etapa al Giro de Toscana-Memorial Michela Fanini
  - Vencedora d'una etapa al The Women's Tour
- 2019
  - Vencedora de dues etapes a la Setmana Ciclista Valenciana
  - Vencedora d'una etapa al Healthy Ageing Tour
- 2024
  - Vencedora d'una etapa a la Volta a Burgos
- 2025
  - Trofeu Marratxí-Felanitx

## Resultats a les Grans Voltes

### Giro d'Itàlia
- 2017. 65a posició
- 2018. 55a posició

### Tour de França
- 2023. Desqualificada a la 6a etapa
- 2024. 97a posició